# K-дерево

Граф Голднера — Харари, пример планарного 3-дерева.

k-Дерево — это неориентированный граф, образованный из полного графа с (k + 1) вершинами с последовательным добавлением вершин так, что каждая добавленная вершина v имеет в точности k соседей U, таких, что k + 1 вершин (вершина v + вершины U) образуют клику.

## Описания
k-Деревья — это в точности максимальные графы с заданной древесной шириной, то есть графы, к которым нельзя добавить ребро без увеличения древесной ширины графа.
Это также в точности хордальные графы, все максимальные клики которых имеют один и тот же размер {\displaystyle k+1} и все минимальные кликовые сепараторы которых имеют также одинаковый размер k.

## Связные классы графов
1-Деревья — это то же самое, что и некорневые деревья. 2-деревья являются максимальными параллельно-последовательными графами, и они включают также максимальные внешнепланарные графы. Планарные 3-деревья известны также как сети Аполлония.
Графы, которые имеют древесную ширину, не превосходящую k, это в точности подграфы k-деревьев, и по этой причине они называются частичными k-деревьями.
Графы, образованные рёбрами и вершинами k-мерных блоковых многогранников, то есть многогранников, образованных, начиная с симплекса, последовательным склеиванием граней симплексов, являются k-деревьями, если {\displaystyle k\geqslant 3}. Этот процесс склеивания имитирует построение  k-деревьев путём добавления вершин в клику. k-Дерево является графом блокового многогранника тогда и только тогда, когда никакие три клики с (k + 1) вершинами не имеют k общих вершин .